# Fujian (Republiek China)
Fujian is een provincie van Republiek China (Taiwan), die bestaat uit enkele eilanden voor de kust van de Volksrepubliek China. Het grootste deel van de historische provincie Fujian maakt deel uit van de Volksrepubliek.

## Bestuurlijke indeling
De provincie Fujian is verdeeld in twee districten:
| Romanisering       | Mandarijn | Tongyong pinyin | Hanyu pinyin | Wade-Giles    | Hoofdstad |
| ------------------ | --------- | --------------- | ------------ | ------------- | --------- |
| Lienchiang (Matsu) | 連江縣    | Liánjiang       | Liánjiāng    | Lien2-chiang1 | Nangan    |
| Kinmen (Quemoy)    | 金門縣    | Jinmén          | Jīnmén       | Chin1-men2    | Jincheng  |

## Locaties
De coördinaten betreffen:
- Van de noordelijke groep eilanden: 26° 13′ NB, 119° 59′ OL
- Van de centrale groep eilanden: 24° 59′ NB, 119° 27′ OL
- Van de zuidelijke groep eilanden: 24° 26′ NB, 118° 21′ OL